# Alpha Crateris
Alpha Crateris (α Crt / α Crateris) é a terceira estrela mais brilhante da constelação de Crater. Ela tem o nome tradicional Alkes, do árabe الكاس alkās ou الكأس alka’s "o copo".
Alpha Crateris tem tipo espectral K1III e está a 174 anos-luz da Terra.